# Мънстър
Вижте пояснителната страница за други значения на Мънстър.
Мънстър (на английски: Munster; на ирландски: An Mhumhain, изговаря се най-близко до Ъ̀нвуунь) е една от четирите провинции на Ирландия. Разположена е в югозападната част на Ирландия. Площ 24 607,52 km². Население 1 172 170 жители към 2006 г. Най-големият град в провинцията е Корк. Шестте графства на Мънстър са:
- Кери
- Клеър
- Корк
- Лимерик
- Типърари
- Уотърфорд